# Korekcja łydki

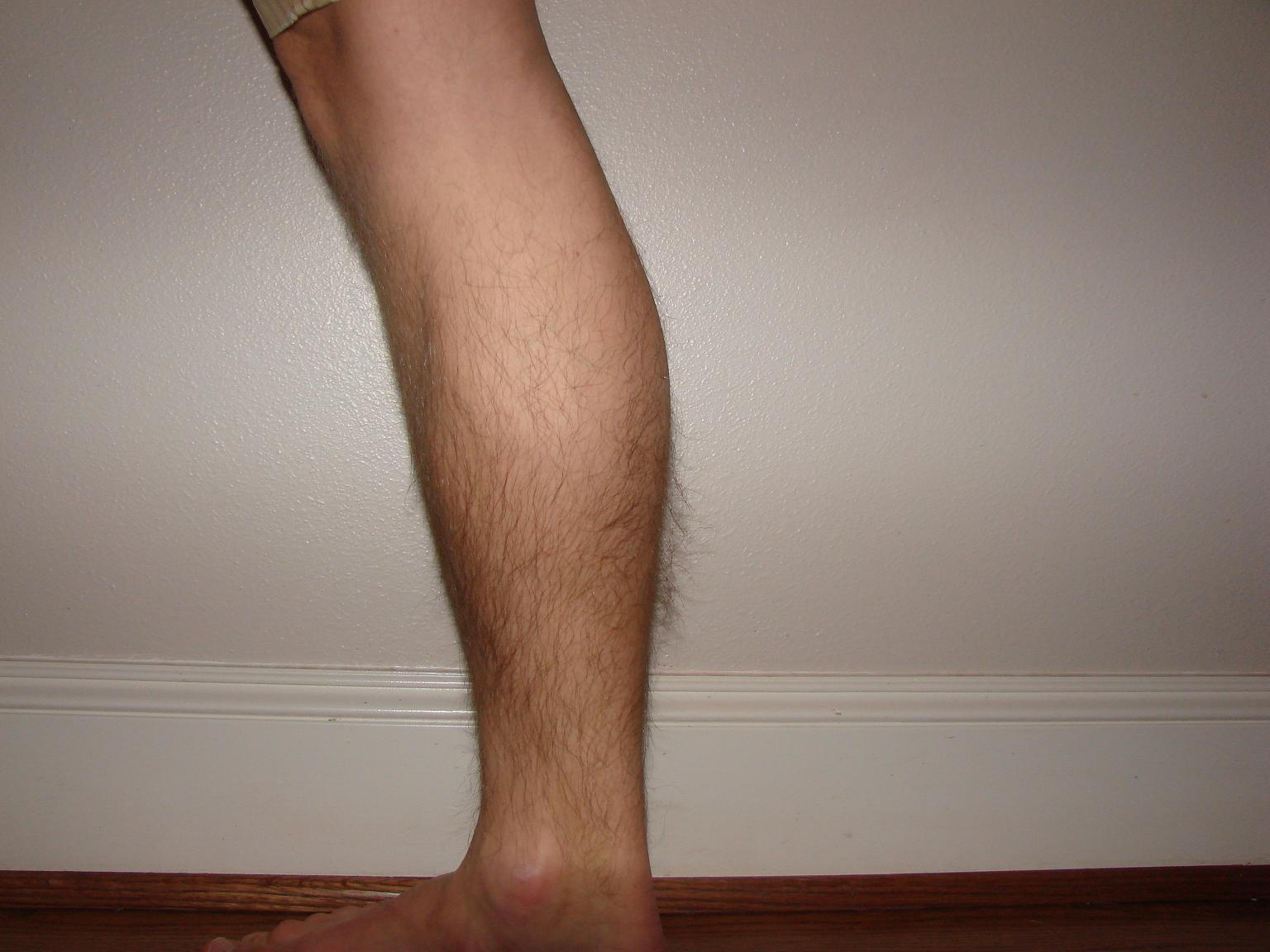
Łydka mężczyzny

Korekcja łydek – zabieg chirurgiczny polegający na poprawie kształtu i rozmiaru łydki poprzez przeszczep własnej tkanki tłuszczowej, zastosowanie implantów lub poprzez zabieg liposukcji. Zabieg wykonywany jest w celu niwelowania wad wrodzonych lub w przypadku różnych deformacji tej okolicy. Jedną z najczęstszych przyczyn deformacji mięśni łydki jest jej niedorozwój, z reguły mięśnia brzuchatego.
Niedorozwój łydki może być jedno lub obustronny i powoduje nie tylko zaburzenia funkcji kończyny, niejednokrotnie jest przyczyną dyskomfortu psychicznego. Ubytek w objętości łydki może następować także w wyniku zaniku mięśni spowodowanym długotrwałą dysfunkcją kończyny dolnej, np. w wyniku poważnego urazu lub choroby.
Korekcję łydki wykonywaną z powodu jej niedorozwoju przeprowadza się za pomocą lipoplastyki (liposukcja, przeszczep tkanki tłuszczowej) lub wszczepiając specjalne implanty łydkowe. Wszczepianie implantów najczęściej wykorzystuje się w przypadku znacznego zaniku łydek po operacjach ortopedycznych. Zabieg jest krótki i mało inwazyjny, do poprawy wyglądu łydek wystarczy jeden zabieg, minusem zabiegu jest długi czas rekonwalescencji oraz zasinienia i obrzęki bezpośrednio po zabiegu.
Przy mniejszych zanikach stosuje się przeszczep tkanki tłuszczowej. Zaletą takiego rozwiązania jest brak widocznych blizn oraz dobra przeżywalność tkanki tłuszczowej.
Przy asymetrii tkanek, stosuje się obie te metody, powiększoną łydkę zmniejsza się poprzez liposukcję, z kolei pomniejszoną łydkę powiększa stosując implanty bądź tkankę tłuszczową pozyskaną m.in. z powiększonej łydki.
W przypadku niewielkiej dysproporcji łydek mniejszą z nich wypełnia się przy pomocy kwasu hialuronowego w postaci preparatu Macroline. Zabieg ten wykonywany jest wówczas z miejscowym znieczuleniu. Minusem takiego rozwiązania jest tendencja kwasu hialuronowego do wchłaniania się co czyni zabieg mniej trwałym.

## Bezpieczeństwo zabiegu
Każda interwencja chirurgiczna niesie ze sobą ryzyko wystąpienia powikłań. Mimo że zabiegi korekcji łydki są obarczone niewielkim ryzykiem wystąpienia powikłań to jednak nie można wykluczyć ich zupełnie. Typowymi zagrożeniami przy interwencji chirurgicznej są: infekcja, nadmierne krwawienie, dolegliwości bólowe, trudno gojące się rany, blizny, zmiany czucia, krwiaki oraz długo utrzymujący się obrzęk i widoczne implanty spowodowane przemieszczeniem lub ich złym umieszczeniem.
Oprócz typowych powikłań mogą wystąpić powikłania typowe dla zabiegu korekcji łydek, są to: zakrzepica żył, martwica tkanki tłuszczowej, przebarwienia skóry oraz drętwienie operowanej okolicy. Przy wykorzystaniu implantów może dodatkowo dojść do krwiaka bądź infekcji dookoła implantu oraz rozwoju torebki włóknistej.

## Kandydat do zabiegu
Na zabieg mogą poddawać się zarówno kobiety jak i mężczyźni. Najlepszymi kandydatami do zabiegu są osoby posiadające dysproporcje lub asymetrię łydek spowodowaną deformacją lub wadą wrodzoną łydek, zdrowe psychicznie, wolne od nałogu tytoniowego.

## Przygotowania do zabiegu
Przy tego typu zabiegach profilaktycznie wykonywane są podstawowe badania krwi i moczu. Na ok. 6 tygodni przez zabiegiem zalecane jest zaprzestanie palenia papierosów oraz przyjmowanie leków na bazie kwasu acetylosalicylowego, ponieważ pływa ujemnie na krzepliwość krwi, zawiera go np. aspiryna. Prawidłowe nawodnienie organizmu wspomoże proces rekonwalescencji.

## Przebieg zabiegu
Zabieg korekcji łydek trwa od 90 do 120 minut, już na etapie konsultacji łydki poddawane zostają pomiarowi, pomaga to chirurgowi dobrać wielkość implantów. Zabieg wykonywany jest w znieczuleniu ogólnym. Po wykonaniu nacięcia poniżej dołu podkolanowego, lokalizowany jest nerw piszczelowy po czym pod powiężą mięśnia brzuchatego umieszczany jest implant na koniec nacięcie jest zszywane, szwem wchłanianym, dzięki czemu blizna po zabiegu jest bardzo mało widoczna.
W przypadku zabiegu z wykorzystaniem tkanki tłuszczowej do przeszczepu, najpierw przy pomocy zabiegu liposukcji, pobierana jest ona z okolic bioder, ud, brzucha i wszczepiana w okolice łydek. Zabieg może być wykorzystywany zarówno w znieczuleniu ogólnym jak i miejscowym. Podobnie jak w przypadku kwasu hialuronowego część tkanki tłuszczowej ulegnie wchłonięciu. Powtórzenie zabiegu zwiększa jego skuteczność.

## Rekonwalescencja
Po zabiegu zalecane jest noszenie pończoch lub kompresyjnych podkolanówek. Przez pierwsze dwa tygodnie po zabiegu zaleca się unikanie, zgięcia podeszwowego stopy, należy mieć to na względzie podczas chodzenia. Zakres ruchu w stopie stopniowo będzie się powiększać. Przez pierwszy miesiąc należy oszczędzać łydkę, zalecane jest unikanie ćwiczeń fizycznych. Krwiaki i obrzęk są czymś naturalnym i ustępują w ciągu tygodnia. Aby zapobiec powstawaniu obrzęku zaleca się trzymanie nóg na podwyższeniu.